# 绵阳外国语实验学校
绵阳外国语实验学校创建于2010年9月1日，也为第一批学生的开学典礼。与绵阳外国语学校为“一校两制”的关系，为实验校区。
校长唐江林。执行校长米志坚。